# John Ball (Geistlicher, 1335)

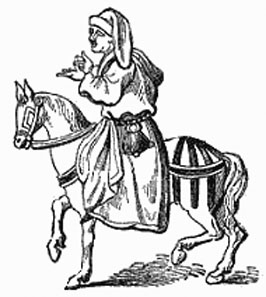
Ein Stich von John Ball

John Ball (* 1335; † 15. Juli 1381 in Coventry) war ein englischer Priester, der in seinen Predigten die Lehren John Wyclifs verbreitete, für die soziale Gleichheit aller Menschen eintrat und die Aufhebung der Standesgrenzen forderte. Sein berühmtester Ausspruch lautete in diesem Sinne: „Als Adam grub und Eva spann, wer war da der Edelmann?“

## Leben und Wirken
In Übereinstimmung mit den theologischen Lehren des Naturrechts predigte er den Naturzustand. Anfangs waren die Menschen gleich geboren? Das Herrschafts- und Dienstverhältnis ist durch die Unterdrückungssucht unwürdiger Menschen hervorgerufen, entgegen dem Willen Gottes. Jetzt ist die Zeit gekommen, das Sklavenjoch zu brechen, wenn die Bauernmassen nur wirklich wollten, könnten sie sich jetzt befreien.
Ball kam von York nach Colchester und begann dort im Sinne Wyclifs zu predigen. Als daraufhin der Erzbischof von Canterbury ein Kanzelverbot gegen ihn aussprach, zog er als Wanderprediger durch East Anglia. Daraufhin exkommunizierte der Erzbischof ihn und drohte 1366 Balls Zuhörern ebenfalls mit dem Kirchenausschluss. Mehrfach wurde John Ball festgenommen und wieder freigelassen. Aus seiner vorletzten Gefangenschaft 1381 wurde er von aufständischen Bauern befreit. Eine zeitgenössische Quelle berichtet, er habe gemeinsam mit dem Bauernführer Wat Tyler im Juni 1381 den Sturm auf den Londoner Tower angeführt, bei dem der Erzbischof ermordet wurde. Allerdings waren die damaligen Chronisten aufgrund ihres eigenen gesellschaftlichen Standes gegen Ball voreingenommen und stellten ihn grundsätzlich äußerst negativ dar. Die Bauernaufstände scheiterten letztendlich trotz der Erstürmung des Towers, da sich die Aufständischen von König Richard II. hinhalten ließen und sich wieder zerstreuten. Ball wurde daraufhin in Coventry verhaftet und im Beisein des Königs auf grausame Weise (Drawing and quartering) hingerichtet.